# العشب الحديدي (فلم)
العشب الحديدي (بالإنجليزية: Ironweed) فيلم دراما للمخرج هيكتور بابينكو عام 1987 عن قصة "العشب الحديدي" الحائزة على جائزة بوليتزر للكاتب وليام كينيدي  الذي كتب سيناريو الفيلم. الفيلم من بطولة جاك نيكلسون، ميريل ستريب، كارول بيكر، مايكل أوكيف، فريد جوين، ديان فينورا، وتوم وايتس  وتدور الأحداث حول الزوجين المشردين: فرانسيس المدمن على الكحول، وهيلين المرأة المصابة بالسرطان خلال السنوات التي أعقبت الكساد الكبير. تم تصوير أجزاء رئيسية من الفيلم في ألباني، نيويورك، بشارع جاي في شارع لارك ومقبرة ألباني الريفية. على الرغم من المراجعات المختلطة وكون الفيلم قنبلة شباك التذاكر، فقد تم ترشيح الفيلم لجائزتين أوسكار: أفضل ممثل (جاك نيكلسون) وأفضل ممثلة (ميريل ستريب).
ظهر الفيلم لأول مرة في 18 ديسمبر 1987 بمدينة نيويورك.
صدر إلى دور العرض الأمريكية في 12 فبراير 1988.
منح موقع قاعدة بيانات الأفلام على الإنترنت (IMDB) الفيلم درجة 6.7/ 10.

## طاقم التمثيل
جاك نيكلسون: في دور فرانسيس فيلان
ميريل ستريب: في دور هيلين آرتشر
كارول بيكر: في دور آني فيلان
مايكل أوكيف: في دور بيلي فيلان
ديان فينورا: في دور مارغريت "بيج" فيلان
فريد جوين: في دور أوسكار ريو
مارجريت ويتون: في دور كاترينا دوجيرتي
توم وايت: في دور رودي
ناثان لين: في دور هارولد ألين
جيمس جامون: في دور القس تشيستر
لورا استرمان: في دور نورا لولور
جو غريفاسي: في دور جاكسون
هاي أنزيل: في دور روسكام
تيد ليفين: في دور بوكونو بيت
سوزان بلاك آيد: في دور كلارا
لولا باشالينسكي: في دور امرأة تركية
فرانك والي: في دور الشاب فرانسيس فيلان
لويس سانت لويس: في دور عازف البيانو
مات ماكغراث: في دور عفريت
بوريس ماكجيفر: في دور كاتب 

## أحداث الفيلم
تقع أحداث الفيلم خلال فترة الكساد في الثلاثينيات من القرن العشرين. يتجول فرانسيس فيلان (جاك نيكولسون) في المدينة، وهو لاعب بيسبول متقاعد هجر عائلته في العقد الأول من القرن العشرين، عندما أسقط ابنه الرضيع، من بين يديه، عن طريق الخطأ، مما تسبب في وفاة الطفل. لقد كان مخمورًا في ذلك الوقت، ولكنه دائم الادعاء بأنه كان متعبًا فقط، ولا يفهم لماذا لا يصدق أحد بقصته. منذ ذلك الحين أصبح متشردًا، يتجول في الشوارع ويعاقب نفسه من خلال تذكر الرجال الذين كان يعرفهم والذين ماتوا عندما كان صغيرًا في ظروف مختلفة. يتجول فرانسيس في شوارع مدينة ألباني، مسقط رأسه، في عيد الهالوين عام 1938، ويبحث عن حبيبته ورفيقته في الشرب هيلين آرتشر (ميريل ستريب) المصابة بالسرطان وتعلم بأن أيامها في الحياة معدودة. يلتقي الاثنان في مهمة يديرها القس تشيستر (جيمس جامون)، ولاحقًا في المطحنة التي يديرها أوسكار ريو (فريد جوين). خلال الأيام القليلة التالية، يشغل فرانسيس بعض الوظائف الثانوية لدعم هيلين، بينما كانت تطارده رؤى من ماضيه. في النهاية يعود فرانسيس إلى منزل عائلته القديم ويحاول التصالح مع زوجته آني فيلان (كارول بيكر) وابنه بيلي (مايكل أوكيف) وابنته بيج (ديان فينورا).
تستمع هيلين إلى مقطوعات من الموسيقى الكلاسيكية، وبعد إغمائها أثناء سماع الموسيقى، تستأجر غرفة في فندق حيث تخفي مبلغ من المال، وتنظر إلى حياتها بارتياح قبل أن تموت موتًا هادئًا.
يلتقي فرانسيس مع رودي (توم وايت)، ويصطحبه للشرب ثم يزوران غابة المشردين، التي تهاجمها مجموعة من الحراس المحليين تأخذ على عاتقهم طرد المشردين من ألباني بوسائل عنيفة. يهاجم فرانسيس أحد المهاجمين، وربما يقتله، ويموت رودي بعد إصابته بجروح خطيرة. ثم يجد فرانسيس هيلين ميتة في غرفتها بالفندق. يوشك فرانسيس على مغادرة ألباني مرة أخرى عندما يقنعه شبح آخر من ماضيه بالعودة إلى منزل آني، ملمحًا إلى أنه قد يختار البقاء لفترة من الوقت.

## استقبال الفيلم
في وقت صدور الفيلم، نال الحماس بسبب وجود النجمين جاك نيكلسون وميريل ستريب. منح موقع "الطماطم الفاسدة" الفيلم تقييماً مقداره 58% بناءاً على آراء 24 ناقداً سينمائياً. ومنح موقع "ميتاكريتيك" الفيلم تقييماً مقداره 56% بناءاً على آراء 16 ناقداً سينمائياً.
كتب الناقد السينمائي روجر إيبرت: "يلعب نيكولسون وستريب وهم في حالة سكر "العشب الحديدي"، ويقال أن الممثلين يحبون لعب دور السكارى، لأنه يمنحهم ذريعة للإفراط في التصرف. لكن ليس هناك الكثير من "التمثيل" المرئي في هذا الفيلم. الممثلين جيدون جدًا لذلك." منح إيبرت الفيلم ثلاثة نجوم من أصل أربعة.
كتبت جانيت ماسلين من صحيفة نيويورك تايمز أن "ميريل ستريب، كما كانت دائمًا، خارقة. وتستخدم ستريب دور هيلين كفرصة لتقديم انتحال مذهل لشخصية مشردة الشوارع سريعة الحديث، غاضبة، امرأة عنيدة لها ذكريات رائعة وليس لها مستقبل. ليس هناك الكثير من هيلين للفيلم أكثر من هذا، وفي الواقع قد لا تتعمق الشخصية، لكنها أعجوبة على الإطلاق. خلف العيون السائلة ذات الحواف الحمراء، والثرثرة المتوترة والتعبير المسكون، تغيرت الآنسة ستريب تمامًا أكثر من الممثلين المصاحبين، بل إنها تغني جيدًا. المشهد الذي تظهر فيه هيلين لتسلية ساقي الخمارة الحقيقي والمتخيل مع غناء أغنيتها "انه أنا يا صاح He's Me Pal" كان أمر متميز."
أعرب "فريدريك وماري آن بروسات"، أصحاب موقع ممارسة روحانية، عن تقديرهما للرسالة الروحية للفيلم وكتب الموقع: "بمزج المشاهد الواقعية والسريالية، يسلط المخرج الأرجنتيني هيكتور بابينكو الضوء على ما يسميه الأبعاد الروحية لرواية ويليام كينيدي الحائزة على جائزة بوليتزر ... إذا كنت تجوب الشوارع تحت تأثير "العشب الحديدي" العاطفي، لا توجد طريقة يمكنك من خلالها النظر إلى الناس في الشوارع بالطريقة نفسها تمامًا."

## الجوائز والترشيحات
جوائز الاوسكار، الولايات المتحدة الأمريكية 1988: رشح لجائزة أفضل ممثل في دور رئيسي (جاك نيكلسون) وجائزة أفضل ممثلة في دور رئيسي (ميريل ستريب)
جوائز غولدن غلوب، الولايات المتحدة الأمريكية 1988: رشح لأفضل ممثل في فيلم سينمائي – دراما (جاك نيكلسون)
جوائز جمعية لوس أنجلوس لنقاد السينما عام 1987: فاز بجائزة أفضل ممثل (جاك نيكلسون) عن فيلم "ساحرات إيستويك" وتعادل مع ستيف مارتن عن فيلم (روكسان) عام 1987.
جوائز مهرجان موسكو السينمائي الدولي 1989: رشح لجائزة سانت جورج (هيكتور بابينكو)
جوائز دائرة نقاد أفلام نيويورك 1987: فاز بجائزة (NYFCC) لأفضل ممثل 

## وصلات خارجية
- مقالات تستعمل روابط فنية بلا صلة مع ويكي بيانات